# Rozsdásfarkú szövőveréb
A rozsdásfarkú szövőveréb (Histurgops ruficauda) a madarak osztályának  verébalakúak (Passeriformes) rendjéhez, ezen belül a szövőmadárfélék (Ploceidae) családjához tartozó Histurgops nem egyetlen faja.

## Rendszerezése
A fajt Anton Reichenow német ornitológus írta le 1887-ben.

## Előfordulása
Kelet-Afrikában, Tanzánia területén honos, de Kenya határvidékén is előfordul. Természetes élőhelyei a szubtrópusi vagy trópusi szavannák és cserjések. Állandó, nem vonuló faj.

## Megjelenése
Testhossza 21 centiméter, testtömege 60–70 gramm.
|  |

## Életmódja
Elsősorban rovarokkal, magvakkal és gyümölcsökkel táplálkozik.

## Természetvédelmi helyzete
Az elterjedési területe nagy, egyedszáma pedig stabil. A Természetvédelmi Világszövetség Vörös listáján nem fenyegetett fajként szerepel.